# Deborah Ciccorelli
Deborah Ciccorelli (Roma, 30 giugno 1972) è una doppiatrice e direttrice del doppiaggio italiana.
Dal 2011 al 2022 è stata la voce italiana ufficiale di Lola Bunny nelle serie animate dei Looney Tunes, per poi essere sostituita in tale ruolo da Tiziana Martello.

## Doppiaggio

### Film e film TV
- Katie Holmes in 3 donne al verde
- Kate Bosworth in Beyond the Sea
- Maggie Grace in Suburban Girl
- Emilia Fox in Cose da fare prima dei 30
- Jamie Hagan in Real Deal - Patto di sangue
- Anna Walton in Mutant Chronicles
- Rachael Bella in Jimmy and Judy
- Sarah Carter in Haven
- Elina Löwensohn in Brivido di sangue
- Sara Gilbert in Una voce per gridare
- Rachel Grant in Until Death
- Natassia Malthe in Caos
- Clotilde Courau in Deep in the woods - In fondo al bosco
- Caroline Goodall in Kidnapped - Il rapimento
- Julie Ann Emery in Un bianco Natale a Beverly Hills
- Shannon Elizabeth in Confessioni di una giovane sposa
- Moon Bloodgood in Street Fighter - La leggenda
- Naomi Alisstone in Stories of Lost Souls
- Yoon So-yi in Arahan - Potere assoluto
- Silvia De Santis in Retrograde
- Robin Wright Penn in Empire Falls - Le cascate del cuore
- Theresa Russell in Liz & Dick
- Chloë Sevigny in Mr. Nice
- Kali Rocha in Ripple Effect
- Laura Ramsey in She's the Man
- Sarah Strange in .45
- Camille Japi in Lezioni di felicità - Odette Toulemonde
- Golshifteh Farahani in About Elly
- Goya Toledo in Film per non dormire: Amici veri
- Tomi in UFO Sweden

### Serie televisive
- Janel Moloney in West Wing - Tutti gli uomini del Presidente
- Sarah Lancaster in Everwood
- Michelle Forbes in True Blood
- Chloë Sevigny in Big Love
- Meghan Ory in True Justice
- Julianne Nicholson in Conviction
- Christina Cox in Blood Ties
- Nicole da Silva in Rush
- Natalie Mendoza in Beastmaster
- Natalie Zea in Eyes
- Laura Silverman in The Comeback
- Samantha Mathis in Harsh Realm
- Thea Gill in Queer as Folk
- Suzie Pollard in Beyond the Break - Vite sull'onda
- Siobhan Redmond in Shoebox Zoo
- Siobhan Marshall in Crimini di famiglia
- Kathryn Greenwood in Wind at My Back
- Audrey Looten in Law & Order Criminal Intent: Parigi
- Brigitte Bako in Quello che gli uomini non dicono
- Gina Borthwick in La leggenda della città perduta
- Sarah Carter in Los Luchadores
- Begüm Atak in Happiness
- Astrid Veillon in Appartamento per due
- Sandra Cervik in Squadra Speciale Vienna
- Nora Cárpena in El refugio
- Fabiana García Lago in Il mondo di Patty
- Maria Roji in Rebelde Way (3° e 4° doppiaggio)
- Daniela Nirenberg in Sueña conmigo
- Samaire Armstrong in Entourage
- Famke Janssen in Bayou Caviar - Il prezzo da pagare
- Erika Sainte in I fiumi di porpora - La serie

### Film d'animazione
- Lola Bunny in Looney Tunes: Due conigli nel mirino, Space Jam: New Legends
- Emily in Il trenino Thomas - Viaggio oltre i confini di Sodor, Il trenino Thomas - Un mondo di avventure
- Zaffiro in Steven Universe: il film
- Betty Ross in Ultimate Avengers 2
- Gina Atwater in Dottor Strange - Il mago supremo
- C.V. in Cortex Academy - cortometraggio

### Serie animate
- Lola Bunny in The Looney Tunes Show e New Looney Tunes
- Sanjay (st. 1-5, 7+), Chip Skylark III (st. 1, 5) e Happy Peppy Gary e Betty in Due fantagenitori
- Fichetto (4ª voce), Martin Prince (ep. 10.20, st. 13) e Ginger ne I Simpson
- Zaffiro e Padparadscha in Steven Universe
- Izumi in Devillady
- Derrieri in The Seven Deadly Sins - Nanatsu no taizai
- Intellijen in Pretty Cure Max Heart
- Catherine in Gintama (1ª voce)
- Komodo Mahama in Brain Powerd
- Drew Saturday in The Secret Saturdays
- Marie Panzer in Ed, Edd & Eddy (2ª voce)
- Eris in Brutti e cattivi
- Bumblebee in Teen Titans
- Lucy Liberty in F-Zero GP Legend
- Pyrrah in Dragon Booster
- Julie in Hi Hi Puffy AmiYumi
- Andreina in Krypto the Superdog
- Narcissa in PopPixie
- Ginger in The Tom & Jerry Show[2]
- Signorina Rottenmeier in Heidi (2015)
- Navirou in Monster Hunter Stories: Ride On
- Contessa Cleo in Carmen Sandiego
- Percy in Il trenino Thomas - Grandi avventure insieme[3]
- Nora in Pinocchio and Friends.

## Direzione del doppiaggio
- Soap opera: Chiamata d'emergenza, Grachi, El refugio
- Serie televisive: Split
- Cartoni animati: Alice Academy